# Får jag spy i ditt paraply?
Får jag spy i ditt paraply? - The Very Pest of Philemon Arthur and the Dung är ett samlingsalbum av den svenska proggduon Philemon Arthur and the Dung, utgivet på skivbolaget Silence Records 2002 (SRSCD 3627). Skivan innehöll totalt nitton tidigare outgivna låtar, samt de låtar från Skisser över 1914 års badmössor som inte hamnade på samlingsalbumet Musikens historia del 1 och 2.

## Låtlista
1. "Philemon Arthur" - 0:28
2. "Lille Arthur svängde" - 3:44
3. "Polismannen" - 0:52
4. "Skolsången" - 0:24
5. "Vår och sommar" - 1:34
6. "Får jag spy?" - 2:14
7. "Goda grannar" - 1:56
8. "Min anteckningsbok" - 3:28
9. "Djurvännen" - 1:01
10. "Med nyckeln i nyckelhålet" - 1:36
11. "Mummelsnusklåten" - 0:39
12. "Vals i fel dur" - 2:57
13. "Du är en idiot!" - 2:02
14. "Felrimmad fritid" - 1:50
15. "Meningslösan" - 2:03
16. "På toaletten" - 1:25
17. "Damm i hans säng" - 2:15
18. "Kvart i fem" - 0:50
19. "Antiloop -68" - 1:18
20. "Min cykelnyckel" - 1:40
21. "Dromedarvisan" - 1:47
22. "Sadisten" - 2:39
23. "Fed spargris" - 0:38
24. "Min kära gamla soppeskål" - 0:42
25. "Tandställningsvals" - 0:49
26. "Var det du som kom?" - 2:48
27. "Äckelvisan" - 1:15
28. "Varför lyssnar du?" - 1:13
29. "Waltzing Mathilda" - 3:06
30. "Goodbye" - 1:40

### Fotnoter
1. ↑  ”Får jag spy i ditt paraply?”. Discogs.com. http://www.discogs.com/Philemon-Arthur-The-Dung-F%C3%A5r-Jag-Spy-I-Ditt-Paraply-The-Very-Pest-Of-Philemon-Arthur-The-Dung/release/379547. Läst 28 augusti 2012.
2. ↑  ”Får jag spy i ditt paraply?”. Progg.se. Arkiverad från originalet den 23 augusti 2010. https://web.archive.org/web/20100823093857/http://www.progg.se/band.asp?ID=150&skiva=557. Läst 28 augusti 2012.